# Pseudophegopteris zayuensis
Pseudophegopteris zayuensis är en kärrbräkenväxtart som beskrevs av Ren-Chang Ching och S. K. Wu. Pseudophegopteris zayuensis ingår i släktet Pseudophegopteris och familjen Thelypteridaceae. Inga underarter finns listade.